# Інтрепренерство
Інтрепренерство (Intrapreneurship) — підприємницька діяльність усередині великих організацій, таких як корпорації і неприбуткові організації. Невеликі групи в організаціях беруть на себе роль підприємців для реалізації визначених ідей чи проектів.
Інтрепренер (фр. Entrepreneur) — особа, що здійснює підприємницьку діяльність усередині діючої корпорації і зберігає визначену незалежність. Як правило, працює в корпоративній венчурній групі.